# Michael Toxites
Michael Schütz, latinisiert Michael Toxites (* 19. Juli 1514 in Sterzing; † 1581 in Hagenau), war ein Dichter, Lehrer, Mediziner und Herausgeber medizinischer und alchemistischer Schriften.

## Leben
Michael Schütz wurde in Sterzing in Tirol geboren. In Dillingen besuchte er eine Lateinschule, bevor er nach Tübingen ging und dort am 27. September 1532 den Bakkalaureus Artium erwarb. 1535 setzte er sein Studium an der Universität Pavia fort, wo er Medizin studierte. 1542 erlangte er die Magisterwürde in Wittenberg als Schüler Philipp Melanchthons. Anschließend ging er als Schulmeister nach Bad Urach und heiratete dort 1537 erstmals. Wenig später warf man ihm vor, eine Schmähschrift gegen Herzog Ulrich von Württemberg verfasst zu haben, was Toxites nach einem Verhör unter Anwendung der Folter gestand. Er musste die Stadt verlassen und schwören, nie wieder württembergischen Boden zu betreten. Mit seiner Familie zog er nach Basel und schließlich weiter nach Straßburg. Dort unterrichtete er an einem Gymnasium und machte sich als Dichter einen Namen, unter anderem durch ein Lobgedicht auf den Bischof von Augsburg.
1544 wurde er von Kaiser Karl V. als poeta laureatus ausgezeichnet und bekam damit das Recht zugesprochen, ein Wappen zu führen. Zudem wurde er vom Kaiser zum Comes Palatinus ernannt. Nach der Kündigung als Lehrer wegen Vernachlässigung des Unterrichts reiste Toxites wieder nach Basel, immatrikulierte sich 1548 als Rheticus, poeta laureatus an der Universität und heiratete dort das zweite Mal. In der Stadt Brugg im Aargau fand er eine Anstellung als Lehrer und verfasste weitere Gedichte. Seit 1553 wurde er vom pfälzischen Grafen Ottheinrich finanziell unterstützt. An dessen Hof begegnete er verschiedenen Gelehrten, unter anderem dem Arzt Alexander von Suchten, dessen Schüler er wurde. 1554 wurde er durch einen Erlass Herzog Christophs von Württemberg rehabilitiert und konnte anschließend nach Tübingen zurückkehren, wo er 1556 zum Professor für Rhetorik und Poetik ernannt wurde und 1562 zum Doktor der Medizin promoviert wurde. In Tübingen schloss er auch die Bekanntschaft mit dem Paracelsisten Gerhard Dorn.
1562 oder 1563 hielt er sich in Basel auf und traf dort Adam von Bodenstein, den er allerdings womöglich schon am Hofe Ottheinrichs kennengelernt hatte. In den folgenden Jahren taten sich sowohl Toxites wie auch Bodenstein durch die Edition der Werke des Paracelsus hervor. 1564 hielt sich Toxites als Arzt in Straßburg auf und richtete sich dort ein eigenes Laboratorium ein, in dem er unter anderem mit „Antimon“ experimentierte, wohl angeregt durch Alexander von Suchten. Im Jahr 1566 lernte er Johann Huser kennen und motivierte ihn zur Herausgabe paracelsischer Schriften. Huser sollte später die erste Gesamtausgabe der Werke des Paracelsus veröffentlichen. Bis 1578 war Toxites der Herausgeber zahlreicher medizinischer und alchemistischer Werke, darunter 23 Schriften des Paracelsus. Seit 1574 wohnte er in Hagenau, wo er 1581 starb.

## Schriften (Auswahl)
- als Hrsg.: Alexander von Suchten: Liber unus De Secretis Antimonij. Das ist: Von der grossen heymligkeit des Antimonij die Artzney belangent. Ch. Müllers Erben, Straßburg 1570.
- Onomastica II: 1: Philosophicum medicum synonymum ex variis vulgaribusque linguis. 2: Theophrasti Paracelsi, hoc est earum vocum, quarum in scriptis eius solet usus esse […]. Straßburg 1574.